# Irlando-Australiens
Les Irlando-Australiens forment le troisième plus large groupe ethnique en Australie, après les Australiens et les Anglais (peuple). En 2006 l'Australian Census a rapporté que 1 803 741 de résidents australiens s'identifiaient eux-mêmes comme étant d'origines irlandaises, alors que 6 000 000 sont supposés être de cette ascendance mais sont rangés dans la catégorie « Australien ». L'ambassade d'Australie à Dublin, en Irlande, a établi que 30 % de la population réclamait avoir un certain degré d'ancêtres irlandais. Le recensement rapporta que 72 050 personnes étaient nées en Irlande: à savoir 50 256 nées en Irlande et 21 293 en Irlande du Nord.

## Histoire
Environ 40 000 prisonniers irlandais partirent en Australie entre 1791 et 1867, beaucoup d’entre eux ayant été déclarés coupables de rébellion, y compris des individus ayant participé à la rébellion irlandaise de 1798, à la révolte de 1803 de Robert Emmet et à la rébellion de 1848 de Jeune Irlande. Une fois en Australie leur nature révolutionnaire ne s'éteignit pourtant pas, et en 1804 des détenus irlandais se rebellèrent à Castle Hill, près de Sydney.[citation nécessaire]
Malgré tout, la plupart des Irlandais qui allèrent en Australie étaient des colons libres dont la majorité était subventionnée. Leur nombre atteignit le point le plus haut en 1891, quand le recensement révéla la présence de 228 000 personnes irlandaises. L’immigration est restée forte jusqu’aux années 1960. En 2006, 12 554 Irlandais partirent en Australie pour travailler avec un visa de type working holiday, en plus d’environ 1 000 Irlandais par an qui y émigrèrent de façon permanente.

## Langue irlandaise (gaélique)
Il y avait beaucoup de personnes qui parlaient le gaélique irlandais parmi les premiers prisonniers et soldats qui arrivèrent en Australie. À titre d’exemple on peut mentionner Patrick Geary, soldat irlandais qui interpréta au tribunal en 1804 pour un détenu nommé Patrick Henchan qui était accusé de vol. Les autorités britanniques étaient alarmées par des prisonniers qui se parlaient en irlandais, en considérant la langue comme séditieuse. On dit aux années 1820 que les prêtres sans gaélique ne pouvaient pas s’occuper efficacement des fidèles dans la colonie de Nouvelle-Galles du Sud.
La ruée vers l’or des années 1850 attira un grand nombre d’Irlandais à la colonie de Victoria, beaucoup d’entre eux ayant l’irlandais comme langue maternelle. On continua à parler la langue dans certaines régions rurales de l’Australie, en la transmettant parfois à la génération suivante,.
Suite de la « renouvellement gaélique » en Irlande à la fin du XIXe siècle on établit des filiales de la Ligue gaélique à Melbourne et à Sydney. Aujourd'hui il y a un réseau de « Gaeilgeoirí » (individus qui parlent l’irlandais) dans les villes principales et on emploie la langue comme outil social, littéraire et d'érudition.

## Situation des Irlandais en Australie
Walker (2007) compare des communautés immigrantes irlandaises aux États-Unis, en Australie, an Nouvelle-Zélande, au Canada et en Grande-Bretagne à propos de problèmes d’identité et d’« essence irlandaise » (« Irishness »). La religion était la cause la plus importante de différenciation au sein de ces communautés et était le principal déterminant de l’identité, suivi par la nature et la difficulté des conditions socio-économiques et la solidité des liens sociaux et politiques avec la terre d’origine.[citation nécessaire]
À partir de la fin du XXe siècle l’identité irlandaise à l’étranger devint plus culturelle, non confessionnelle et apolitique, bien que beaucoup d’immigrants d’Irlande du Nord ne reflètent pas cette tendance.[citation nécessaire]

## Média
Le Irish Echo (version australienne) est un journal publié en ligne et sur papier qui couvre des nouvelles irlandaises et des autres questions concernant l’Irlande.
Tinteán est une revue en ligne qui s’adresse principalement aux Irlando-Australiens. Il vise à fournir des commentaires et des opinions indépendantes sur un grand nombre de thèmes. De temps en temps, il publie des articles en irlandais.
An Lúibín est une bulletin d’information en irlandais distribué en ligne en Australie et outre-mer. Il traite des questions de langue et publie aussi des articles sur le folklore, la littérature et l’actualité.